# Chráněná rybí oblast

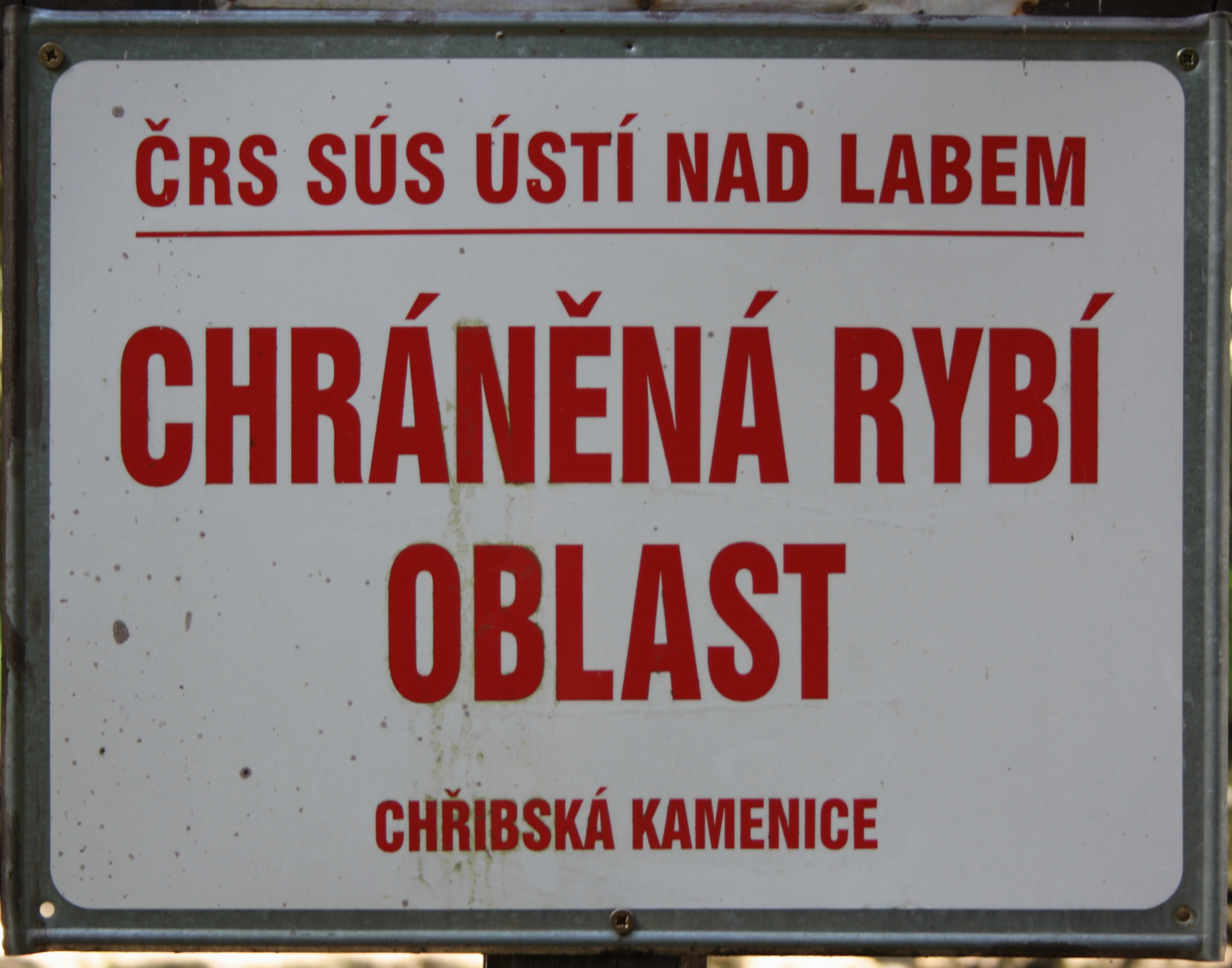
Chráněná rybí oblast Chřibská Kamenice

Chráněná rybí oblast (CHRO) je vyhrazená část tekoucích nebo stojatých vod, kde je zakázán lov ryb. Vyhlašuje ji příslušný krajský úřad pro ty části rybářského revíru, kde dochází k rozmnožování ryb, kde je výskyt chráněných druhů nebo kde probíhá výzkum. Úřad v rozhodnutí stanoví, které vodní organizmy jsou předmětem ochrany; definuje zdroje a způsob jejich vysazování a podmínky pro jejich chov a lov. V chráněné rybí oblasti může být omezen nebo zakázán lov ryb nebo vodních organizmů.
Vyhlašování chráněné rybí oblasti se řídí zákonem č. 99/2004 Sb.